# タルボット・カウンティ級戦車揚陸艦
タルボット・カウンティ級戦車揚陸艦（タルボット・カウンティきゅうせんしゃようりくかん Talbot County class tank landing ship）はアメリカ海軍の戦車揚陸艦。同型艦は2隻。

## 概要
アメリカ海軍は第二次世界大戦中にLST-1級を大量生産し、多くの上陸作戦に使用してきた。しかし、LST-1級は機関出力が1,800馬力と小さく、最大速力も11ノットと低速で、艦隊行動を行うには問題となる点があった。このため、戦車揚陸艦の速力向上が課題となり、タルボット・カウンティ級が設計された。
建造は、1945年7月から開始されている。機関はディーゼルエンジンから、6,000馬力の蒸気タービンへと変更になり、船体も一回り大型化された。機関出力増強により最大速力は14ノットに向上したが、海軍が要求していた20ノットには達していなかった。ビーチングのために、艦首扉を設けるなど艦首形状が航海に適したものとなっておらず、造波抵抗は大きい。主武装として5インチ単装砲を艦首と艦尾に装備しており、艦橋は艦の後部にある。
3隻が計画されたが2隻が1947年から1949年に就役したに留まっている。

## 同型艦
- タルボット・カウンティ (USS Talbot County, LST-1153)：1947年9月3日就役、1970年4月3日退役。
- タラハチー・カウンティ (USS Tallahatchie County, LST-1154)：1949年5月24日就役、1970年6月15日退役。
- LST-1155：未成。1946年1月建造中止。